# Bistum Bangued
Das Bistum Bangued (lat.: Dioecesis Banguedensis) ist eine auf den Philippinen gelegene römisch-katholische Diözese mit Sitz in Bangued.

## Geschichte
Das Bistum Bangued wurde am 12. Juni 1955 durch Papst Pius XII. mit der Apostolischen Konstitution Cum misericos aus Gebietsabtretungen des Erzbistums Nueva Segovia als Territorialprälatur Bangued errichtet. Die Territorialprälatur Bangued wurde dem Erzbistum Nueva Segovia als Suffragan unterstellt. Am 15. November 1982 wurde die Territorialprälatur Bangued durch Papst Johannes Paul II. mit der Apostolischen Konstitution Cum Decessores zum Bistum erhoben.
Das Bistum Bangued umfasst die Provinz Abra.

## Ordinarien

### Prälaten von Bangued
- Odilo Etspueler SVD, 1956–1982

### Bischöfe von Bangued
- Odilo Etspueler SVD, 1982–1987
- Cesar Raval SVD, 1988–1992
- Artemio Lomboy Rillera SVD, 1993–2005, dann Bischof von San Fernando de La Union
- Leopoldo Corpuz Jaucian SVD, seit 2007